# Ronda del Mig

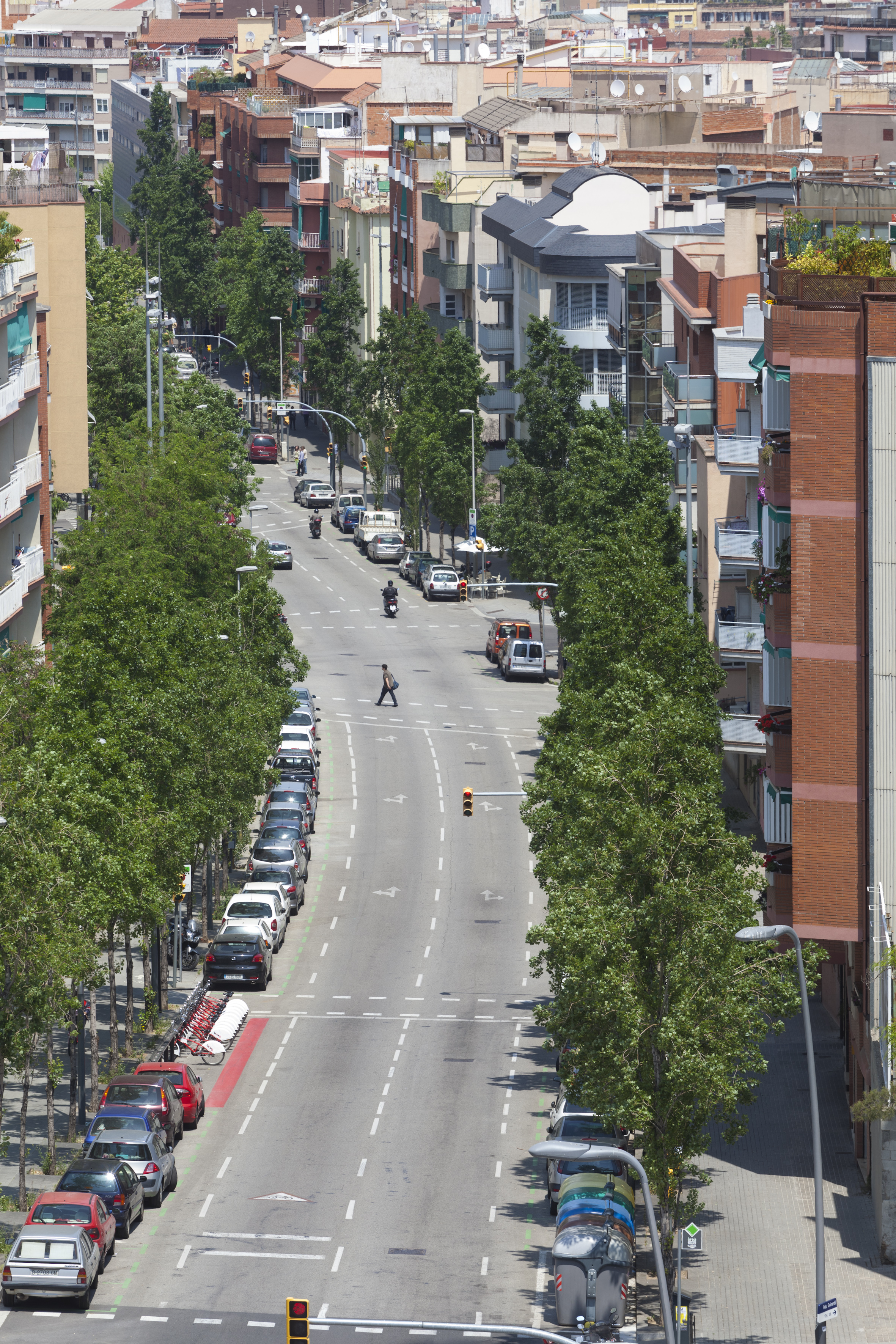
Ronda del Guinardó, parte del tramo norte

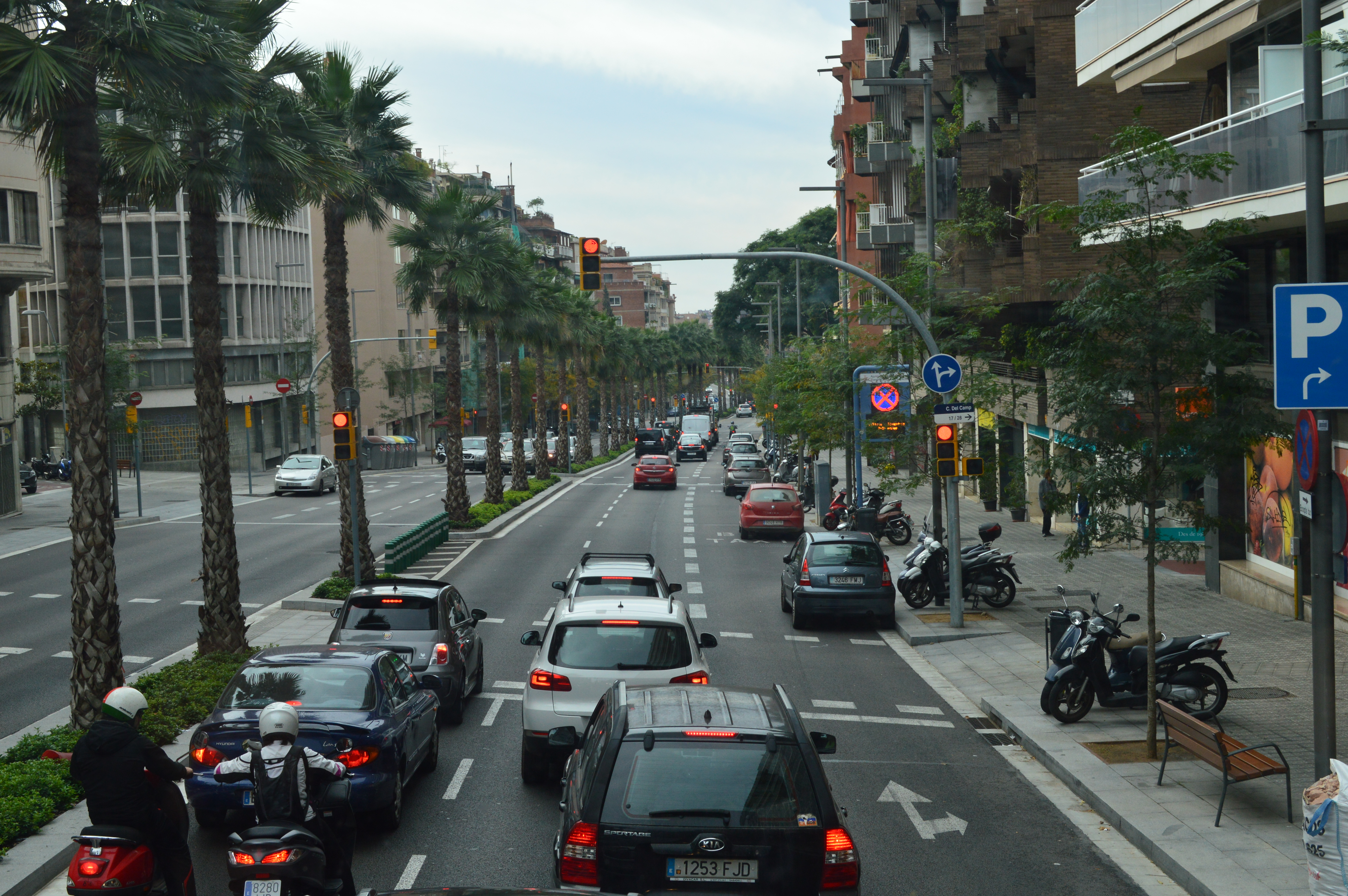
Ronda del General Mitre, tramo sur de la Ronda del Mig

La ronda del Mig (‘ronda del Medio’), originalmente conocida como Primer Cinturón de Ronda, es una vía rápida, en forma de autovía urbana en muchos tramos, que atraviesa la ciudad de Barcelona (España) discurriendo por sus distritos más periféricos y rodeando el centro de la capital. 
Al igual que las rondas Litoral y de Dalt que componen el anillo exterior llamado "Segundo Cinturón", ésta tiene consideración de vía rápida en muchos de sus tramos aunque con la velocidad máxima limitada hasta 60 km/h bajo túneles y ajustándose al límite urbano de 50 km/h en el resto de tramos cuando discurre a nivel de superficie de la calle. En su recorrido, cuyo inicio parte de la intersección con la Ronda Litoral a la altura de la Zona Franca, y hasta su final, en la avenida Meridiana, se cruza, a lo largo de sus casi 14 km con importantes calles como son la Gran Vía, la Travessera de Les Corts o la Diagonal entre otras.

## Historia
La "Ronda del Mig" fue planificada en el año 1907, durante el Plan de Enlaces, y fue obra del urbanista Léon Jaussely. Actualmente la Ronda del Mig discurre en parte al aire libre y en parte soterrada, debido a la contaminación acústica que produce.

## Tramos y denominaciones
Está formada por el conjunto de los siguientes viales:
- Paseo de la Zona Franca (al aire libre);
- Plaza de Ildefonso Cerdá (al aire libre);
- Rambla de Badal (soterrada);
- Rambla de Brasil (soterrada);
- Gran Vía de Carlos III (soterrada hasta el cruce con avenida Diagonal);
- Plaza de Prat de la Riba (al aire libre);
- Ronda del General Mitre (al aire libre);
- Plaza de Lesseps (soterrada);
- Travesera de Dalt (al aire libre, desde la Calle de El Escorial soterrada);
- Ronda del Guinardó (soterrada hasta la Pl. Alfonso X, después al aire libre);
- Calle de Ramon Albó (al aire libre);;
- Calle de Arnau d'Oms (al aire libre);
- Calle de Piferrer (al aire libre);
- Avenida de Río de Janeiro (al aire libre).